# Aleksei Selezov
Aleksei Viktorovich Selezov (em russo:  Алексей Викторович Селезов; nascido em 27 de outubro de 1971) é um futebolista profissional russo aposentado. Ele fez sua estreia na Premier League da Rússia em 1992 para o FC Dynamo Moscow.  Jogou 2 jogos pelo FC Dynamo Moscow na Taça UEFA de 1993-94.

## Honras
- Bronze da Premier League da Rússia: 1992, 1993.